# Xylophanes schreiteri
Xylophanes schreiteri là một loài bướm đêm thuộc họ Sphingidae. Loài này có ở Argentina và Bolivia.
Sải cánh dài 71–92 mm. Nó tương tự như Xylophanes resta.
Con trưởng thành bay từ tháng 2 đến tháng 3 và again từ tháng 10 đến tháng 11 in Argentina.
Ấu trùng có thể ăn các loài Rubiaceae và Malvaceae.